# 佩克 (愛達荷州)
佩克（英語：Peck）是一個位於美國愛達荷州內茲珀斯縣的城市。

## 地理
佩克的座標為46°28′26″N 116°25′30″W / 46.47389°N 116.42500°W，而該地的平均海拔高度為332米（即1089英尺）。

## 人口
根據2020年美國人口普查的數據，佩克的面積為0.65平方千米，當中陸地面積為0.65平方千米，而水域面積為0.00平方千米。當地共有人口166人，而人口密度為每平方千米255.38人。